# Selektivt svep
Selektivt svep är när en fördelaktig mutation sprids i en population på grund av positiv selektion och blir fixerad . Gener på närliggande loci som står under neutral selektion kan också bli fixerade på grund av att de "liftar", och då också nedärvs, med mutationen som står under positiv selektion, det kallas för genetisk hitch-hiking .
Ett selektivt svep kan även ske när två genetiska enheter delar samma typ av nedärvningsmekanismer även om de inte är länkade fysiskt. Då är det likheterna som gör att de nedärvs tillsammans istället för placeringen på kromosomen .
Stark positiv selektion på en mutation gör att den sprids snabbt i populationen och leder till minskad genetisk variation i den del av genomet mutationen finns. Eftersom de liftande generna sprids lika snabbt minskar variationen ytterligare. Det har då skett ett starkt selektivt svep som tagit bort all tidigare nukleotidvariation kring området det selekterats för . 
Hur stor del av DNA:t som påverkas vid ett selektivt svep beror på rekombinationshastigheten och hur stark selektionen är i det området. Områden med låg rekombinationshastighet som står under stark positiv selektion resulterar i att stora DNA-fragment med låg variation nedärvs vid ett selektivt svep. I områden med låg rekombinationshastighet kan också DNA-fragment som påverkats av olika selektiva svep överlappa vilket ger stora kromosomala segment utan genetisk variation. Därför är det troligare att se spår efter riktad selektion i form av minskad variation i områden med låg rekombinationshastighet . 

## Detektera selektivt svep
Vid neutral selektion i en population finns det en viss grad av variation som beror på rekombination mellan generna och en enskild haplotyp dominerar inte i populationen. Men om ett selektivt svep har skett kommer en viss haplotyp vara överrepresenterad i populationen och den genetiska variationen vara låg i det området vilket är en indikation på att ett selektivt svep har skett. Det är bara områden som nyligen genomgått ett selektivt svep som har den här låga variationen som beror på fixeringen av en fördelaktig mutation med liftande gener .
Ett problem kan vara att veta om låg variation i en population beror på ett selektivt svep eller om det beror på att populationen genomgått en flaskhalseffekt. Genom att se var den låga variationen finns kan man bestämma det. Om det till exempel endast finns en låg variation i mitokondriellt-DNA kan ett selektivt svep antas men om det däremot också är låg variation i cellkärne-DNA är det troligt att populationen genomgått en flaskhalseffekt som påverkat variationen i populationen inte bara på ett specifikt ställe .

## Exempel på selektivt svep
Ett selektivt svep kan ske i mitokondriellt-DNA genom att selektionen även verkar på andra maternellt ärftliga enheter. Det har till exempel hänt hos endoparasiten Wolbachia som infekterar artropoder. Infektion av Wolbachia kan hos vissa värdarter leda till cytoplasmisk inkompatibilitet, så att korsning mellan värdar med infektion av olika wolbachiastammar är infertil ..
Rekombination mellan värdens DNA-haplotyper och wolbachiastammen i värdens könsceller motverkas genom den cytoplasmiska inkompatibiliteten så spridningen av en ensam dominant wolbachiastam genom värdpopulationen kan leda till fixering av en enda mitokondriell haplotyp . 
Biorhiza pallida är en artropod som blivit infekterad av Wolbachia  och arten har lägre mitokondriell haplotypvariation vilket visar på ett selektivt svep. Men en låg variation på cellkärneloci hos Biorhiza visar att arten även genomgått en flaskhalseffekt .